# Šimon Jelínek
Šimon Jelínek (* 18. června 2000 Kladno) je český lední hokejista hrající na pozici útočníka.

## Život
S ledním hokeje začínal v mládežnických výběrech místního klubu ve svém rodném městě. Nastupoval rovněž za celek PZ Kladno. Mezi muži se, stále coby junior, objevil během sezóny 2018/2019. Tehdy nastupoval v přesilovkové formaci spolu s někdejšími hráči kanadskoamerické National Hockey League (NHL) Jaromírem Jágrem a Tomášem Plekancem. Následující ročník (2019/2020) nastupoval za kladenské juniory i muže, ale současně byl zapůjčen do klubu HC Slovan Ústí nad Labem a rovněž do pražské Slavie.
Během ročníku 2017/2018 se Jelínek při zápasech mužského výběru Rytířů Kladno převlékal za maskota týmu a svými kousky bavil diváky. O rok později se zas během utkání staral o náladu v hledišti vhodným mixováním hudby pouštěné při zápasech z reproduktorů na zimním stadionu.